# Новий Джевич
Новий Джевич (пол. Nowy Drzewicz) — село в Польщі, у гміні Віскітки Жирардовського повіту Мазовецького воєводства.
Населення — 210 осіб (2011).
У 1975-1998 роках село належало до Скерневицького воєводства.

## Демографія
Демографічна структура станом на 31 березня 2011 року:
|          | Загалом | Допрацездатний вік | Працездатний вік | Постпрацездатний вік |
| -------- | ------- | ------------------ | ---------------- | -------------------- |
| Чоловіки | 107     | 26                 | 66               | 15                   |
| Жінки    | 103     | 17                 | 61               | 25                   |
| Разом    | 210     | 43                 | 127              | 40                   |